# Diputación Provincial de Huesca
La Diputación Provincial de Huesca (DPH) es el orgáno del gobierno con competencias en la provincia de Huesca. Algunas de sus tareas más importantes son: licitaciones a nivel local, promoción turística de la provincia, desarrollo de las últimas tecnologías, colaboración con diferentes entidades culturales, así como la otorgación de diferentes subvenciones. Todo ello con el marcado objetivo de promoción y ayuda al medio rural para otorgarle las mismas opciones de desarrollo.
A un nivel más general, la DPH se ve subrogada a la DGA (Gobierno de Aragón) y, por extensión, al Gobierno de España.

## El Presidente y los diputados
El actual Presidente de la Diputación es Isaac Claver Ortigosa, alcalde de Monzón por el PP.
Resto de diputados y diputadas 
Altabás	Aventín, Rosa (PSOE), concejala de Binéfar.
Avellanas Montori, Sofía (PSOE), concejala de Almudévar.
Bescós Español, Álvaro (PP), concejal de Casbas de Huesca.
Betorz Périz, Gema (PSOE), concejala de Graus.
Biescas	Giménez, Antonio (PSOE), alcalde de Ayerbe.
Catalán	Gómez, Javier (PP), concejal de Fraga.
Cebollero López, José (PP), concejal de Sabiñánigo.
Clusa Planisolis, María	(PSOE),	alcaldesa de Fonz.
Espot Ruiz, Juan Ignacio (PP), alcalde de Laspaúles.
Gericó Urieta, Jesús (PP), alcalde de Sallent de Gállego.
Gracia Andreu, Daniel (PSOE), concejal de Barbastro.
Ibort Viu, Lola	(PP), concejala de Almudévar.
Mañero Yáñez, Isabel (PSOE), concejala de Sabiñánigo.
Monesma	Delgado, Joaquín (PSOE), alcalde de Almuniente.
Oliván Bellosta, Ricardo (PP), concejal de Huesca.
Pueyo García, Enrique (PSOE), alcalde de Aínsa.
Rufas Acín,	Celsa (PP), concejala de Torres de Barbués.
Sampériz Enguita, Carlos (PP), alcalde de Grañén.
Sánchez	Morales, Fernando (PSOE), alcalde de Canfranc.
Sarasa Borau, Fernando (PSOE), concejal de Huesca.
Serra Arias, Sergio (PP), concejal de Binéfar.
Torres Chavarría, Fernando (PP), alcalde de Barbastro.
Vicente	Poy, María José	(PP), alcaldesa de Zaidín.
Villas Enrech, Santiago	(PSOE),	alcalde de Chalamera.

## Distribución de los escaños
| Actual distribución de la Diputación tras las elecciones municipales de 2023 | Actual distribución de la Diputación tras las elecciones municipales de 2023 | Actual distribución de la Diputación tras las elecciones municipales de 2023 | Actual distribución de la Diputación tras las elecciones municipales de 2023 | Actual distribución de la Diputación tras las elecciones municipales de 2023 |
| Partido político                                                             | Votos                                                                        | %                                                                            | Diputados                                                                    |                                                                              |
| ---------------------------------------------------------------------------- | ---------------------------------------------------------------------------- | ---------------------------------------------------------------------------- | ---------------------------------------------------------------------------- | ---------------------------------------------------------------------------- |
| Partido Popular de Aragón (PPA)                                              | 41.007                                                                       | 36,25%                                                                       | 13                                                                           |                                                                              |
| Partido de los Socialistas de Aragón (PSOE-Aragón)                           | 39.143                                                                       | 34,60%                                                                       | 12                                                                           |                                                                              |

### Distribución de escaños por partidos judiciales
| Partido judicial |    |    | Diputados |
| ---------------- | -- | -- | --------- |
| Barbastro        | 4  | 4  | 8         |
| Boltaña          |    | 1  | 1         |
| Fraga            | 2  | 1  | 3         |
| Huesca           | 5  | 4  | 9         |
| Jaca             | 2  | 2  | 4         |
| Total            | 13 | 12 | 25        |